# Cap Anson
Adrian Constantine "Cap" Anson (Marshalltown (Iowa), 17 april 1852 – Chicago (Illinois), 14 april 1922) was een Amerikaans honkbalspeler, die 22 seizoenen speelde in de Major League (1876-1897). Gedurende 20 jaar van die 22 was hij zowel speler als manager. Hij is de eerste speler uit de "3000 hits club", spelers die meer dan 3000 hits sloegen in hun carrière, hoewel zijn precieze aantal onduidelijk is. Hij werd in 1939 opgenomen in de Baseball Hall of Fame.

## Carrière
Voor hij professioneel honkbalspeler werd, studeerde Anson aan de University of Notre Dame, waar hij voor het eerst een honkbalteam vormde. Hij speelde professioneel eerst in de National Association voor de Rockford Forest Citys (1871) en de Philadelphia Athletics (1872-1875). Anson speelde zijn Major League Baseball in de negentiende eeuw, tussen 1876 en 1897, 22 jaar voor de Chicago White Stockings in de oude National League. Met zijn opvallende fietsstuursnor werd hij de eerste superster van het Amerikaans honkbal.
Ansons voorkeurspositie was eerste honk; op die positie speelde hij 2058 van zijn 2276 wedstrijden. Zijn slaggemiddelde over zijn hele carrière was 0.339. In zijn laatste seizoen, toen hij 45 jaar was, sloeg hij nog een gemiddelde van 0.302. Hij sloeg slechts 96 homeruns in zijn lange carrière, maar hij was wel de eerste speler die er drie in eenzelfde wedstrijd sloeg. Aan slag stond hij bekend om zijn snelle reflexen. Dankzij die handigheid werd hij nooit geraakt door een worp.
Hij was negentien jaar manager van Chicago White Stockings en Chicago Colts, zoals het team vanaf 1890 werd genoemd, en een jaar (1898) van de New York Giants. In die twintig jaar eindigden zijn teams vijfmaal als eerste, viermaal als tweede en tweemaal als derde. Zijn teams wonnen 1297 wedstrijden en verloren er 957.
Een smet op zijn reputatie vormt zijn reputatie als racist. Zo weigerde hij zijn team te laten spelen in een exhibitiewedstrijd tegen Toledo tenzij de zwarte vanger van Toledo uit het team werd gehouden.

## Statistieken
- Gespeelde wedstrijden: 2276
- Slagbeurten: 9108
- Honkslagen: 3041[1]
- Slaggemiddelde: 0.339
- Runs: 1719
- Homeruns: 96
- Eerste wedstrijd: 6 mei 1871
- Laatste wedstrijd: 3 oktober 1897

- Library of Congress Control Number: no95020149
- SNAC: w6vq4hph
- Virtual International Authority File: 75898770
- WorldCat: E39PBJqbqv6jR99wrwPmVj86Kd